# Nettenchelys dionisi
Nettenchelys dionisi is een straalvinnige vissensoort uit de familie van toveralen (Nettastomatidae). De wetenschappelijke naam van de soort is voor het eerst geldig gepubliceerd in 1989 door Brito.